# Hans Gustafsson (skådespelare)
Hans Gustafsson, född 5 juli 1945 i Alingsås, är en svensk skådespelare och röstskådespelare. Han har bland annat gjort den svenska rösten till olika Disney-figurer, som Svinpäls i Piff och Puff – Räddningspatrullen och Hertig Torulf i Bumbibjörnarna. Han har medverkat i tv-serien Babar i KM Studios dubbning.

## Biografi
Hans Gustafsson gick på den tidigare väl kända Dramatens elevskola 1966 till 1969 med kurskamrater som Tomas Bolme och Louise Edlind Friberg, som 1964 ombildades till högskola och ändrade namn till Statens Skola för Scenisk Utbildning (men kallades i folkmun för Scenskolan). Han blev efter fullbordad utbildning 1969 tillsvidareanställd som skådespelare vid Göteborgs Stadsteater där han även fram till 1987 hade uppdrag som regissör, konstnärlig ledare och tillförordnad teaterchef.
Under åren 1986 till 2003 var han delägare i olika produktionsbolag för ljud och bild samt IT, som producent, redigerare, produktionsledare, manusförfattare och regissör. Efter 2003 gick han över till att arbeta helt i egen regi i egen studio för ljud, bild och grafik. Han har medverkat vid produktion av över 3 000 ljud- bildproduktioner samt ett stort antal grafikuppdrag genom åren.
Sedan slutet av 1960-talet har han anlitats flitigt som speaker med uppdragsgivare över hela Sverige och även av uppdragsgivare utomlands och levererar än idag sin röst till myndigheter, förvaltningar, institutioner, produktionsbolag och företag.
Han blev den första så kallade "spårvagnsrösten" på spårvagnar och bussar i Göteborgs lokaltrafik och kunde höras i över 10 år.

## Filmografi (urval)
- 1968 – ...som havets nakna vind
- 1975 – Gyllene år (TV-serie)
- 1977 – Diagnos fosterdöd (TV-serie)
- 1980 – Styv kuling (TV-serie)
- 1981 – Stjärnhuset (TV-serie)
- 1982 – Polisen som vägrade svara (TV-serie)
- 1985–1990 – Bumbibjörnarna (TV-serie) (röst som Hertig Torulf)
- 1985-1987 - Defenders of the earth (TV-serie) (röst som Kejsare Ming "Ming den skoningslösa)
- 1986 – My Little Pony (TV-serie) (röst)
- 1987–1988 – Bravestarr (TV-serie) (röst som Bravestarr)
- 1989–1990 – Piff och Puff – Räddningspatrullen (TV-serie) (röst som Svinpäls, Ragge och Doktor Grym)
- 1991–1993 – Darkwing Duck (TV-serie) (Ragnar Kvickrot, diverse röster